# Rossz hold
A Rossz hold vagy Átváltozás (eredeti cím: Bad Moon) 1996-ban bemutatott kanadai–amerikai horrorfilm, melyet Wayne Smith Thor című regénye alapján Eric Red rendezett. A történet nagy része egy német juhászkutya nézőpontjából látható. A főbb szerepekben Michael Paré, Mariel Hemingway és Mason Gamble látható. 
1996. november 1-jén mutatták be az amerikai mozikban a Warner Bros. forgalmazásában. Néhány hónappal később további öt európai országban került mozivászonra (Egyesült Királyság, Németország, Hollandia, Svédország valamint Norvégia). Negatív kritikai visszajelzéseket kapott és bevételi szempontból is rosszul teljesített.

## Történet
Ted Harrisson antropológus és újságíró nepáli expedícióján egy farkasember támadása során elveszíti barátnőjét, Marjorie-t és ő maga is súlyosan megsérül. Felépülését követően meglátogatja családját, az ügyvédként dolgozó Janetet (Mariel Hemingway) és fiát, Brett-tet (Mason Gamble) a Csendes-óceán békés északnyugati erdeiben, Seattle-től nem messze – abban bízva, hogy szerettei közelében az átok, mely sújtja őt, megszűnik. 
Kezdetben minden rendben is van, de hamarosan egyre furcsább és rejtélyesebb dolgok történnek a ház körül és a környéken. A férfi sötét titkára rövidesen fény derül, akiben lassan kezd eluralkodni a benne rejlő bestia. Thor, a család fantasztikusan intuitív házi kedvence, árgus szemekkel figyeli őt megérkezése óta. Hamarosan megkezdődik Thor és a férfi közt a végső keserves küzdelem.

## Szereplők
| Szereplő       | Színész                | Magyar hang     |
| -------------- | ---------------------- | --------------- |
| Janet Harrison | Mariel Hemingway       | Báthory Orsolya |
| Ted Harrison   | Michael Paré           | Kálid Artúr     |
| Brett          | Mason Gamble           | Strausz Ákos    |
| Jenson seriff  | Ken Pogue              | Uri István      |
| Jerry Mills    | Hrothgar Mathews       | Rosta Sándor    |
| Marjorie       | Johanna Marlowe        |                 |
| riporter       | Julia Montgomery Brown |                 |
| Thor           | Primo                  |                 |

## Megjelenés
A filmet Blu-ray-en először 2016. július 19-én adták ki külföldön. Magyarországon csak VHS-en jelent meg az Intercom forgalmazásában 1996-ban.

## Fogadtatás
- A Rotten Tomatoes esetében a film  5,933 értékelési kritérium alapján 44%-os minősítést kapott.[5]
- Az IMDb filmadatbázison 5.8 ponton állt 2018 novemberében.[6]
- "A "Bad Moon" izgalmas, egy percre sem ül le, de már ez elég fáradt anyag. Alacsony költségvetésű, gagyi megvalósítások jellemzik a filmet – A Bad Moon legkiábrándítóbb aspektusa a vérfarkas hatás. A vérfarkas úgy néz ki, mint egy műanyag Classic Creature modell. Ted átváltozása nevetséges, talán a legkomikusabb mindenek közül."[7]
- "Remek operatőri munka, csodás tájképek, egy újabb Joe Dante-féle Üvöltés!" Dale Vinogura, Boxoffice Magazine
- "Mi egyformák vagyunk haver" – mondta Ted Harrison Thor-nak, és farkasszemet nézett vele, Mr. Paré lubickol a szerepében, talán ez élete legnagyobb alakítása." STEPHEN HOLDEN, New York Times

## Háttér
- Néhány másodpercet a nyitó szexjelenetekből kivágtak, hogy elkerüljék a korhatár besorolást (NC-17).
- A blu-ray kiadás kommentárján Eric Red elárulta, hogy három német juhászt használt a jelenetekhez, természetesen minden közeli felvétel és nagy munka Primo-t illeti, azonban az utolsó mozgalmasabb képsorokat, a vérfarkas jeleneteket egy orosz német juhászkutyával forgatták Primo helyett.[8]